# Food for Your Senses
Food for Your Senses (parfois abrégé en FFYS) est un ancien festival musical luxembourgeois dans lequel des groupes locaux et internationaux se produisaient sur différentes scènes. En tant qu'association sans but lucratif Food for Your Senses en était l'organisatrice.
En 2015, un remplacement est organisé pour la première fois sous le nom de Capital Sounds à La Rotonde de la ville de Luxembourg. En 2019, Food for Your Senses annonce sa fermeture après l'organisation d'une dernière édition,.

## Histoire
Le festival est issu du festival Rock de Stière, organisé par le Club des Jeunes Tuntange de 2002 à 2006 à Tünten dans le sous-sol de l'école primaire. Comme les visiteurs arrivaient de plus en plus nombreux, il est décidé de donner au festival un nom plus approprié et de changer de lieu, mais il est toujours organisé à Tinten. Depuis 2009, c'est l'association sans but lucratif Food For Your Senses qui est chargé de l'organisation.
Tünten devenu trop petit en raison du grand succès de 2012, les organisateurs déplacent le festival à Biissen en 2013. En 2015, le festival est déplacé dans un format modifié et sous le nom de Capital Sounds, dans La Rotonde derrière la gare Stater. Après le report de l'édition 2016, le festival annonce en octobre 2016 sa nouvelle édition pour l'année 2017 sur le boulevard Pierre Frieden à Kirchberg.
En décembre 2018, les organisateurs annoncent que la dernière édition du festival devrait être organisée au printemps 2019. En effet, les organisateurs étaient un petit groupe d'amis âgés de 30 à 35 ans, qui devaient faire face à de nombreux défis d'organisation. Ils se consacreront à leur carrière professionnelle et à leurs enfants. La dernière édition du festival a donc lieu en mai 2019 au Kierchbierg.